# Tulindane
Tulindane ist ein Verwaltungsbezirk (englisch Ward) des Distrikts Newala (TC) in der tansanischen Region Mtwara.

## Geografie
Tulindane liegt im Südosten von Tansania, es ist ein Bezirk im Norden der Distrikthauptstadt Newala. Er grenzt im Norden an Mnekachi und Makonga, im Osten an Namiyonga, im Südosten an Julia, im Süden an Lucingu und im Westen an Nangwala. Bei der Volkszählung 2022 lebten 6513 Menschen in 2048 Haushalten auf einer Fläche von 25 Quadratkilometern.

## Gliederung
Der Bezirk besteht aus zehn Stadtteilen (Mtaa):
- Nakachela
- Pachoto
- Makote
- Mbenga
- Luchingu A
- Amkeni
- Mfaranyaki
- Chiwembi
- Matankini
- Majengo